# سولفو کینووس
سولفو کینووس (به انگلیسی: Sulfoquinovose) یک ترکیب شیمیایی با شناسه پاب‌کم ۱۰۸۸۰۵۳۹ است.